# کلودیا بانگه
کلودیا بانگه (انگلیسی: Claudia Bunge؛ زادهٔ ۲۱ سپتامبر ۱۹۹۹) بازیکن فوتبال اهل نیوزیلند است.
وی همچنین در تیم‌های ملی فوتبال New Zealand women's national under-17 football team, New Zealand women's national under-20 football team، و زنان نیوزیلند بازی کرده‌است.